# Tour de France 1931
| 25. Tour de France 1931 – Endstand |                     |                           |
| Streckenlänge                      | 24 Etappen, 5095 km | 24 Etappen, 5095 km       |
| Toursieger                         | Antonin Magne       | 177:10:03 h (28,758 km/h) |
| Zweiter                            | Jef Demuysere       | + 12:56 min               |
| Dritter                            | Antonio Pesenti     | + 22:51 min               |
| Vierter                            | Gaston Rebry        | + 46:40 min               |
| Fünfter                            | Maurice De Waele    | + 49:46 min               |
| Sechster                           | Julien Vervaecke    | + 1:10:11 h               |
| Siebenter                          | Louis Peglion       | + 1:18:33 h               |
| Achter                             | Erich Metze         | + 1:20:59 h               |
| Neunter                            | Albert Büchi        | + 1:29:29 h               |
| Zehnter                            | André Leducq        | + 1:30:08 h               |
| Teamwertung                        | Belgien             | Belgien                   |

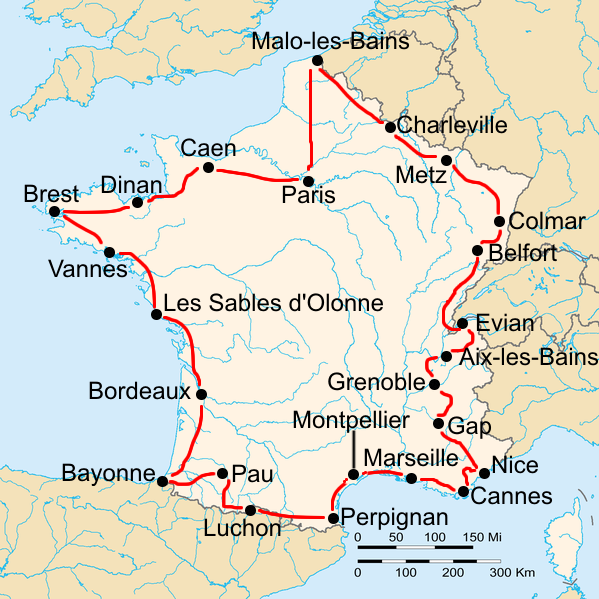
Streckenkarte der Tour de France 1931

Die 25. Tour de France fand vom 30. Juni bis 26. Juli 1931 statt und führte über 24 Etappen mit insgesamt 5095 km. An der Rundfahrt nahmen 81 Fahrer teil, von denen 35 klassifiziert wurden.
Die Strecke führte von Paris aus zunächst nach Westen in die Bretagne und dann an der Atlantikküste entlang bis in die Pyrenäen, wo die längste und schwerste Bergetappe stattfand. Nachdem die Fahrer auch die Alpen überquert hatten, ging es zurück nach Paris.

## Rennverlauf
Nach seinem Sieg auf der zweiten Etappe hatte der Österreicher Max Bulla auch für einen Tag die Gesamtführung inne. Zudem konnte er auch die 12. und 17. Etappe gewinnen. Es sollte der letzte österreichische Etappensieg für 74 Jahre bleiben; erst bei der Tour de France 2005 beendete Georg Totschnig diese Serie auf der 14. Etappe.
Die beiden besten Sprinter des Feldes, der Italiener Raffaele di Paco und der Franzose Charles Pélissier, lieferten sich ein erbittertes Ringen um die Etappensiege im Flachen. Am Ende der Tour waren beide je fünfmal erfolgreich, zudem trug di Paco für drei, Pélissier für einen Tag das Gelbe Trikot.
Auf der „Königsetappe“ nach Luchon gewann der Franzose Antonin Magne mit über vier Minuten Vorsprung. Nach einer Regeländerung wurden für die Tour de France 1931 drei Minuten Zeitbonifikation für den Etappensieger gewährt, wenn dieser mit einem Vorsprung von mindestens drei Minuten das Ziel erreichte. Damit legte Magne den Grundstein für seinen Gesamtsieg. Beste Mannschaft wurde Belgien, das vier der sechs besten Fahrer im Gesamtklassement stellen konnte.

## Die Etappen
| Etappen    | Start – Ziel                          | km  | Etappensieger     | Gelbes Trikot                      |
| ---------- | ------------------------------------- | --- | ----------------- | ---------------------------------- |
| 1. Etappe  | Paris – Caen                          | 208 | Alfred Hamerlinck | Alfred Hamerlinck                  |
| 2. Etappe  | Caen – Dinan                          | 212 | Max Bulla         | Max Bulla                          |
| 3. Etappe  | Dinan – Brest                         | 206 | Fabio Battesini   | Léon Le Calvez                     |
| 4. Etappe  | Brest – Vannes                        | 211 | André Godinat     | Raffaele di Paco                   |
| 5. Etappe  | Vannes – Les Sables-d’Olonne          | 202 | Charles Pélissier | Charles Pélissier Raffaele di Paco |
| 6. Etappe  | Les Sables-d’Olonne – Bordeaux        | 338 | Alfred Hamerlinck | Raffaele di Paco                   |
| 7. Etappe  | Bordeaux – Bayonne                    | 180 | Gérard Loncke     | Raffaele di Paco                   |
| 8. Etappe  | Bayonne – Pau                         | 106 | Charles Pélissier | Charles Pélissier                  |
| 9. Etappe  | Pau – Luchon                          | 231 | Antonin Magne     | Antonin Magne                      |
| 10. Etappe | Luchon – Perpignan                    | 322 | Raffaele di Paco  | Antonin Magne                      |
| 11. Etappe | Perpignan – Montpellier               | 164 | Raffaele di Paco  | Antonin Magne                      |
| 12. Etappe | Montpellier – Marseille               | 207 | Max Bulla         | Antonin Magne                      |
| 13. Etappe | Marseille – Cannes                    | 181 | Charles Pélissier | Antonin Magne                      |
| 14. Etappe | Cannes – Nizza                        | 132 | Eugenio Gestri    | Antonin Magne                      |
| 15. Etappe | Nizza – Gap                           | 233 | Jef Demuysere     | Antonin Magne                      |
| 16. Etappe | Gap – Grenoble                        | 102 | Charles Pélissier | Antonin Magne                      |
| 17. Etappe | Grenoble – Aix-les-Bains              | 230 | Max Bulla         | Antonin Magne                      |
| 18. Etappe | Aix-les-Bains – Évian-les-Bains       | 204 | Jef Demuysere     | Antonin Magne                      |
| 19. Etappe | Évian-les-Bains – Belfort             | 282 | Raffaele di Paco  | Antonin Magne                      |
| 20. Etappe | Belfort – Colmar                      | 209 | André Leducq      | Antonin Magne                      |
| 21. Etappe | Colmar – Metz                         | 192 | Raffaele di Paco  | Antonin Magne                      |
| 22. Etappe | Metz – Charleville-Mézières           | 159 | Raffaele di Paco  | Antonin Magne                      |
| 23. Etappe | Charleville-Mézières – Malo-les-Bains | 271 | Gaston Rebry      | Antonin Magne                      |
| 24. Etappe | Malo-les-Bains – Paris                | 313 | Charles Pélissier | Antonin Magne                      |